# 아브로 랭카스터리안

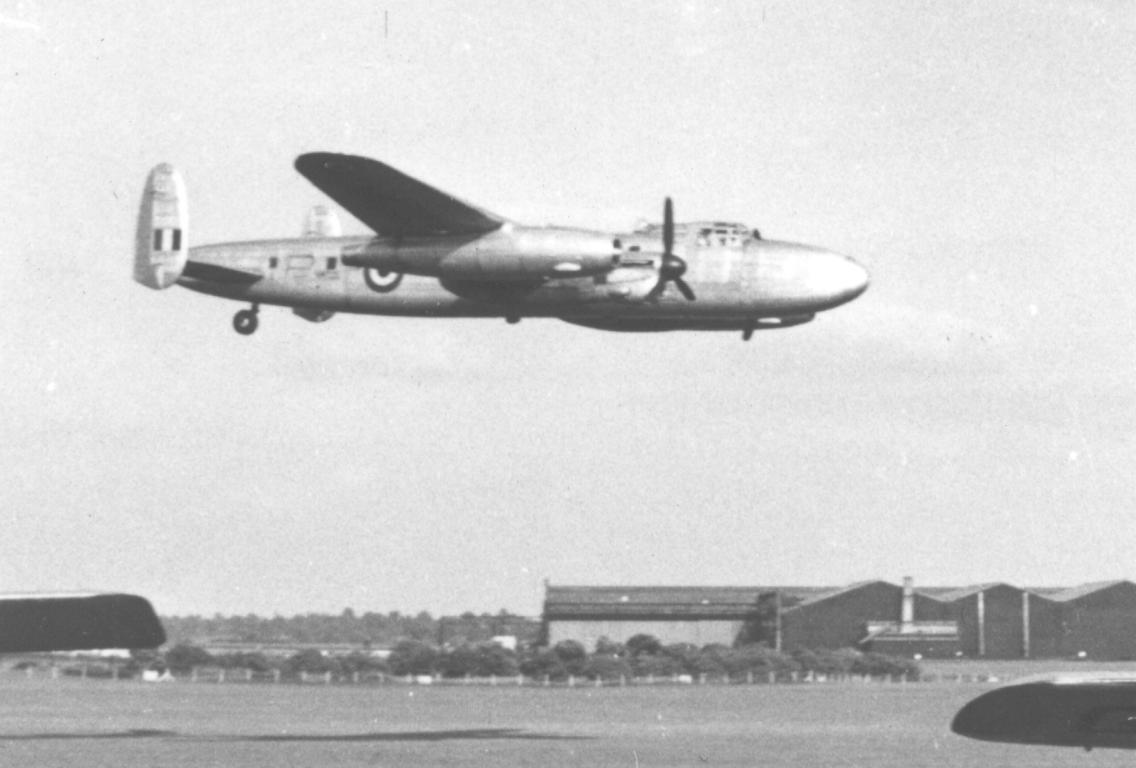
아브로 랭카스터리안은 원래 고속 프로펠러 여객기였으나, 제트엔진 2기를 달고 엔진 실험용 기체로도 사용되었다.

아브로 랭카스터리안(Avro Lancastrian)은 아브로 랭카스터를 기반으로 한 여객기로 우편수송과 승객수송을 하였으며 노즈콘 부분이 열 수 있도록 되어 있었다. 1943년에 처녀비행하여 영국해외항공, 영국남미항공에서 주로 운용되었으며 1960년대에 퇴역하였다. 이 기체는 사실 우편수송을 주 목적으로 하여 승객은 별로 태울수 없다. 아브로 사가 랭카스터와 링컨 폭격기를 가지고 만든 아브로 여객기 시리즈 가운데 항속거리가 약 4000마일 이상으로서 가장 길다(사실 이 기체가 랭카스터와 링컨의 모습에 가장 가깝다). 아브로 튜더나 아브로 요크 같은 경우에는 항속거리가 2000마일을 넘는다.

## 같이 보기
- 아브로 랭커스터